# Estomaterapia
A estomaterapia é uma área de especialização em enfermagem que trata da atuação nas áreas de  estomias, feridas agudas e crônicas, fístulas e incontinência anal e urinária. O enfermeiro estomaterapeuta é um profissional capacitado para cuidar com destreza e segurança de pessoas com estomias, feridas e incontinências, no âmbito hospitalar e ambulatorial, bem como na assistência domiciliar. Possui também conhecimento sobre as diversas tecnologias disponíveis no mercado, de forma que a função do profissional estomaterapeuta não é limitada apenas à assistência, mas também ao treinamento, orientações aos pacientes, familiares e demais profissionais da área de saúde.
Norma Gill-Thompson é considerada a primeira estomaterapeuta e a “mãe da estomaterapia mundial”. A doutora Vera Lúcia Conceição de Gouveia Santos é considerada a “mãe da estomaterapia brasileira”.

## Histórico
A história da estomaterapia relaciona-se com a história da medicina e da cirurgia, visto que com a evolução das técnicas cirúrgicas, em especial da cirurgia intestinal, a confecção de estomias ganhou espaço no tratamento cirúrgico de diversas doenças, como o câncer, as doenças inflamatórias, traumas dentre outras.
As dificuldades para o cuidado da pessoa com estomia motivaram, em 1958, o Dr. Rupert Beach Turnbull Jr, médico cirurgião da Cleveland Clinic, a convidar Norma Gill-Thompson, uma paciente ileostomizada e bem adaptada a nova condição, a auxiliá-lo no processo de reabilitação de seus pacientes. Assim, um programa de educação direcionado para pacientes com estomias no primeiro momento teve inicio. Em 1961 foi criado o programa de educação formal em estomias e reabilitação, onde a ênfase estava nos aspectos práticos do cuidado, que foi ganhando destaque e enfermeiras passaram a participar. Em 1968 foi constituída a primeira organização de estomaterapeutas nos EUA. Gradativamente outros cursos passaram a acontecer em outros pontos dos EUA e também fora do país e conferenciais anuais e Congressos passaram a acontecer, culminando com a criação do World Council of Enterostomal Therapists (WCET), em 1978, com objetivo de promover a identidade da estomaterapia no mundo e o intercâmbio entre especialistas, padronização de condutas, aumento da qualidade da assistência a pessoas com estomias, feridas crônica e agudas e incontinência urinária e anal.

### Brasil
No Brasil, a especialidade teve início oficial em 1990 com a criação do primeiro curso de especialização em enfermagem em estomaterapia na Escola de Enfermagem da Universidade de São Paulo (USP), pelos professores Dra. Vera Lúcia Conceição de Gouveia Santos e Dr Afonso Henrique Souza Silva Jr. Até 1998 foi o único curso no país. Em 1999 aconteceu o curso da Universidade Estadual do Ceará, seguido em 2000, do curso da Universidade de Taubaté (SP). Atualmente o Brasil já possui 18 cursos de especialização, em diversos estados. A especialização é regulamentada pelo Conselho Federal de Enfermagem através da Resolução Cofen Nº 0581/2018.
Em 1992 foi criada a Associação Brasileira de Estomaterapia, sociedade civil de caráter científico e cultural. Em 16 de novembro de 2009 foi estabelecida a portaria 400, que estabeleceu a Diretriz Nacional para atenção à saúde das pessoas ostomizadas no Sistema Único de Saúde (SUS).

### Portugal
Mesmo que em 1979 tenha sido criada a Associação Portuguesa de Ostomizados, com o objetivo de agrupar, com fim de assistência mútua, as pessoas que tenham sido submetidas a cirurgia de ileostomia, colostomia e urostomia, em Portugal a estomaterapia ainda não é considerada uma especialidade autónoma. O reconhecimento crescente da importância do tema obrigou enfermeiros a buscar formação além-fronteiras, em cursos organizados por associações internacionais de enfermeiros estomaterapeutas. A institucionalização dessas iniciativas materializou-se na fundação da Associação Portuguesa de Enfermeiros de Cuidados em Estomaterapia.